# 科爾諾山
科爾諾山（Corno Grande）是大薩索山最高點，也是義大利亞平寧山脈的最高峰，它也是意大利半島的最高峰以及意大利本土第二高峰，仅次于西西里岛的埃特纳火山。科爾諾山位於阿布魯佐大區泰拉莫省，高2,912公尺。

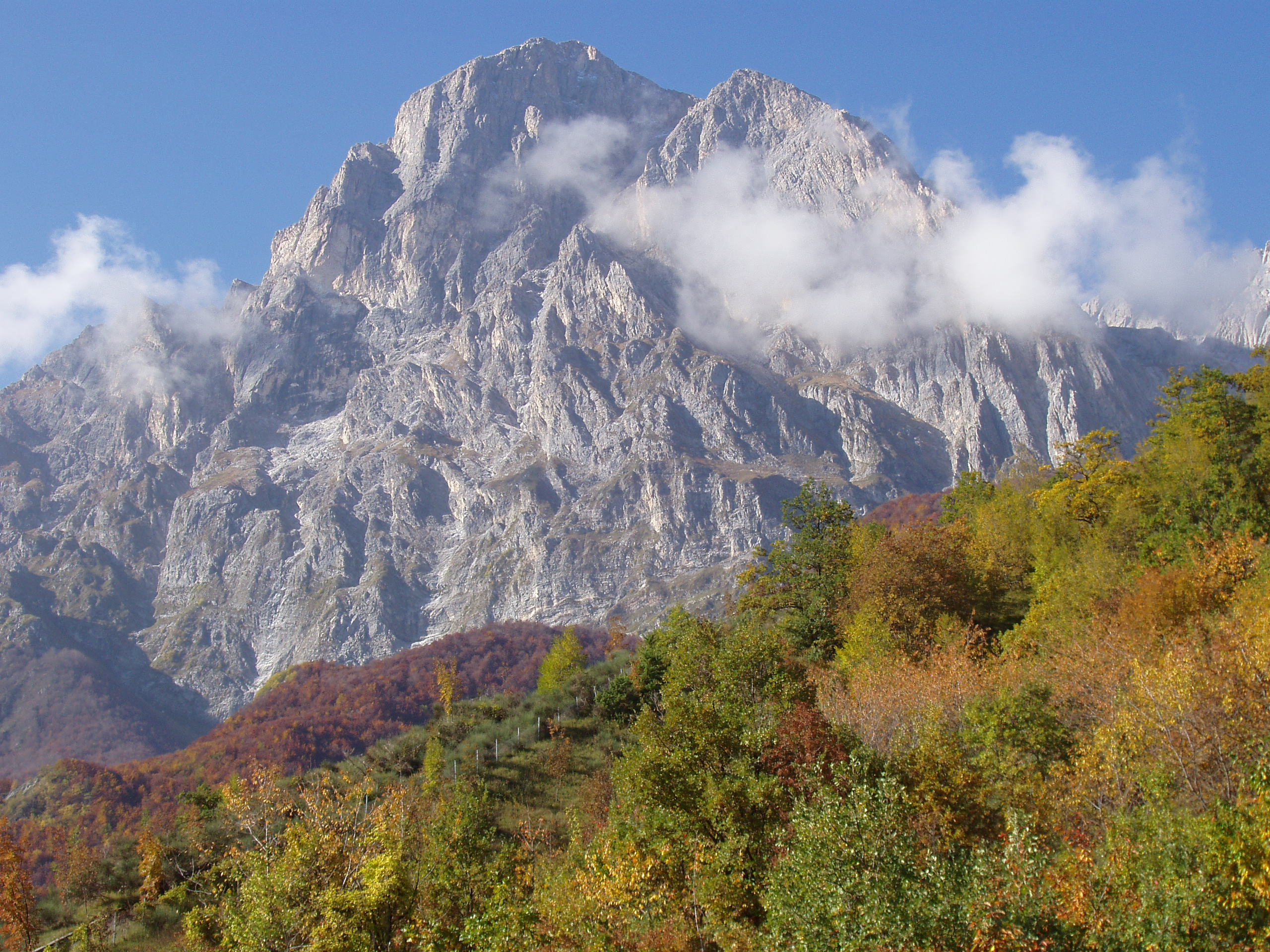
科爾諾山